# Xhafer Villa
Xhafer Tefik Villa też jako: Xhafer Vila (ur. 1889 we wsi Frashër, okręg Përmet, zm. 30 kwietnia 1938 w okolicach Maranola) – albański polityk, dwukrotny minister spraw zagranicznych (1921 i 1933-1935).

## Życiorys
Syn Tefika Villi i Djomo. Uczył się w Përmecie i w Janinie. W 1911 ukończył wyższą szkołę dla urzędników osmańskich Mekteb-i Mülkiye w Stambule. Od 1912 pracował w osmańskim ministerstwie finansów, a następnie w ministerstwie spraw zagranicznych. Do Albanii przyjechał w 1921 i w grudniu stanął na czele resortu spraw zagranicznych. Funkcję pełnił przez dwa tygodnie po czym powrócił na stanowisko sekretarza generalnego MSZ.
W 1929 objął kierownictwo nad poselstwem albańskim w Belgradzie, uzyskując także akredytację w Rumunii. W latach 1932–1933 kierował poselstwem albańskim w Atenach. W 1933 ponownie objął tekę ministra spraw zagranicznych. Resortem kierował do października 1935. W 1935 objął stanowisko ministra Albanii w Rzymie i funkcję tę pełnił do końca życia. Należał do grona najbardziej zaufanych i najbardziej profesjonalnych dyplomatów króla Zoga I.
Zginął w katastrofie lotniczej, kiedy wracał ze ślubu króla Zoga I do Rzymu. Samolot włoski Savoia-Marchetti SM.73 z 19 osobami na pokładzie w niesprzyjających warunkach atmosferycznych spadł w pobliżu wsi Maranola w Apeninach i spłonął.